# Лобария лёгочная
Лобария лёгочная (лат. Lobaria pulmonaria) — вид листоватых эпифитных лишайников рода лобария (Lobaria) семейства лобариевые (Lobariaceae).
Обитает в лиственных и смешанных лесах на стволах деревьев. Ранее вид был широко распространён в Европе, но сейчас, в связи с загрязнением воздуха, является вымирающим.

## Биологическое описание

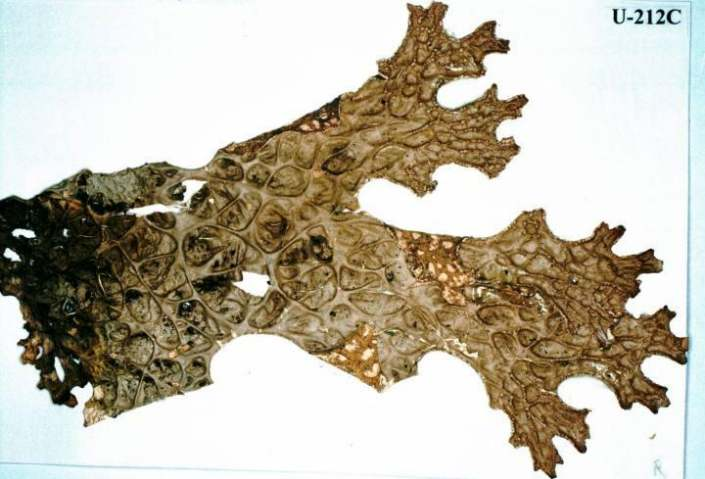
Лобария лёгочная. Верхняя поверхность слоевища

Лобария лёгочная — листоватый лишайник, таллом которого состоит из кожистых, с узором из хребтов и впадин, лопастей зелёного или коричневого цвета, часто с оливковым оттенком.
Слоевище 5—30 см в диаметре; лопасти могут достигать 1—3 см в ширину и до 7 см в длину. Края лопастей — выемчато-обрубленные. Нижняя поверхность слоевища коричневая; выпуклые части обычно голые, а желобки и вздутия покрыты войлочным пушком. Корковый слой лишайника примерно одной толщины с эпидермисом цветкового растения.
Таллом содержит цефалодии, состоящие из клеток синезелёной водоросли Носток и ограниченные тонкостенными гифами, которые отделяют их остальной части слоевища. Это позволяет лобарии поглощать атмосферный азот и большее количество питательных веществ. Другим фикобионтом лишайника является зелёная водоросль Dictyochloropsis reticulata.
Соредии округлые, бугристые, развивающихся на ребрах верхних краев лопастей или по их краям. Апотеции диаметром 2—5 мм, развиваются не часто, расположены на ребрах или по краям лопастей. Апотеции имеют красновато-коричневый диск, окружённый более светлым краем.
Лобария лёгочная размножается как вегетативно, так и половым путём.

## Синонимы
Синонимы, принятые базой данных MycoBank:
- Lichen pulmonarius L. basionym
- Dermatodea pulmonaria (L.) A.St.-Hil.
- Lichen reticulatus (Hoffm.) Gilib.
- Parmelia pulmonaria (L.) Spreng.
- Platysma pulmonarium (L.) Frege
- Pulmonaria reticulata Hoffm.
- Ramalina reticulata (Hoffm.) Kremp.
- Sticta pulmonaria (L.) Biroli
- Stictomyces pulmonariae E.A.Thomas ex Cif. & Tomas.

## Химический состав
Лобария легочная, как и многие другие лишайники, содержит стиктовую и гирофоровую кислоты. Эти соединения с общим названием «дэпсидоны» защищают лишайник от поедания травоядными животными и брюхоногими моллюсками.Также лобария содержит альдиты: арабитол и волемитол. В лобарии присутствуют различные каротиноиды (общее содержание > 10 мг/кг): альфа-каротин, бета-каротин.
Кроме того, лобария содержит различные стероиды, в частности эргостирол, эпистерол, лихестирол, фикастирол.
Верхний слой слоевища содержит меланин, защищающий лишайник от ультрафиолетового излучения.
Его синтез увеличивается в ответ на увеличение количества солнечных лучей.

## Использование

### В медицине
В прошлые века из-за сходства с тканью лёгкого, лобария применялась при лечении легочных заболеваний. Английский учёный Джон Джерард в своей книге The Herball or General Historie of plants (1597) рекомендовал лобарию как
лекарственное растение.
В народной медицине до сих пор используется как средство против легочных заболеваний и туберкулеза в виде отваров, а также при астме, недержании мочи и отсутствии аппетита.
В традиционной индийской медицине применяется при кровотечениях и дерматитах. Индейцы племени Хусекьят (Британская Колумбия) используют при кровохарканиях.
Отвар из лишайника обладает противовоспалительным и противоязвенным действием.
Спиртовой экстракт лобарии оказывает защитное действие на желудочно-кишечный тракт крыс, возможно, это связано с уменьшением окислительного стресса и снижением воспалительных эффектов нейтрофилов. Кроме того, было обнаружено, что экстракт обладает сильным антиоксидантным действием, вероятно, благодаря наличию фенольных соединений.

### Другое использование
Также лобария легочная используется для создания оранжевого красителя для шерсти, при дублении шкур, в парфюмерной промышленности и как ингредиент при производстве пива.

## Экология и распространение
Вид широко распространён в Европе, Азии, Северной Америке, Африке. Является одним из наиболее распространённых видов рода Лобария в Северной Америке.
Как правило, обитает на коре широколиственных деревьев (бук, дуб, клён), но может встречаться и на скалах.
В лабораториях выращивается на нейлоновых микрофиламентах.

## Охранный статус
Занесена в Красные книги России и ряда регионов РФ. Ранее включалась в Красную книгу Свердловской области. Встречается на территории ряда особо охраняемых природных территорий России.
Лимитирующими факторами являются чувствительность к загрязнению воздуха и антропогенная деятельность.
За рубежом занесена в Красные книги Беларуси, Польши, Литвы.